# Самбурская, Настасья Аниславовна
Наста́сья Анисла́вовна Самбурска́я (настоящее имя — Анастаси́я Алексе́евна Те́рехова; род. 1 марта 1987, Приозерск, Ленинградская область) — российская актриса театра, кино, телевидения и дубляжа, кинопродюсер, певица, фотомодель и телеведущая. Наиболее известна благодаря роли Кристины Соколовской в телесериалах «Универ. Новая общага» и «Универ. 10 лет спустя».

## Биография
Родилась 1 марта 1987 года в городе Приозерске (Ленинградская область).
Когда ей было 5 лет, отец отправился в места лишения свободы. В школьные годы принимала участие в ансамбле «Золотое колечко». Мать (род. 1964) — продавец, есть родной брат (род. 1984).
Окончила 9 классов, после чего уехала в город Энгельс (Саратовская область) и стала учиться на парикмахера.
В театре создавала театральный реквизит.
Работала диспетчером в такси.
Поступила в МХАТ на курс Константина Райкина, но была отчислена. В 2010 году окончила ГИТИС, мастерскую С. А. Голомазова, после чего была приглашена в труппу Театра на Малой Бронной, в котором работала до весны 2019 года.
Впервые снялась в массовке телесериала «Есенин», но карьера киноактрисы началась с 2008 года, когда её пригласили в мелодраматический телесериал «Обручальное кольцо». В 2009 году снялась в телесериале «Детективы», а в 2011 году играла роль Анастасии в телесериале «Амазонки». С 2011 года исполняла главную роль студентки и управляющей ночным клубом Кристины Соколовской в телесериале «Универ. Новая общага» на телеканале «ТНТ».
В 2012 году появилась на обложках журналов MAXIM и iFamous, а в 2013 году — на обложках июльских журналов Playboy Russia и Playboy Ukraine.
В 2012 году снялась в эпизодической роли в телесериале «Ласточкино гнездо», выпустила дебютный сингл «Ты попал», а в 2013 году в одном из московских клубов состоялся первый сольный концерт. Также снялась в продолжении телесериалов «Универ» и «Универ. Новая общага» — ситкоме «СашаТаня» и стала телеведущей ток-шоу «#Я права» на телеканале «Ю».
В 2015 году стала лицом фитнес-проекта BodyLab вместе с Денисом Гусевым, снялась в роли Златы в комедии «Женщины против мужчин».
В сентябре 2016 года приняла участие в программе «Битва экстрасенсов» в качестве Мистера Х.
В 2016 году в сотрудничестве с Виктором Дробышем дебютировала на эстраде с песней «Плохие мальчики».
В 2017 году Настасья Самбурская вместе с Юлией Минаковской стала ведущей клинингового проекта «Генеральная уборка» телеканала «Пятница!», а с 15 ноября 2017 года — ведущей программы «Ревизорро» на этом же канале.
20 апреля 2019 года получила премию «Шансон года — 2019» в номинации «Открытие года». В телеверсии вручения премий «Шансон года — 2019» 1 мая «Первый канал» выступление исполнительницы не показал. Настасья Самбурская считает, что причиной этого является личная неприязнь со стороны музыкального директора телеканала.
В 2021 году снялась в продолжении телесериалов «Универ» и «Универ. Новая общага» — «Универ. 10 лет спустя».
В 2022 году начала вести музыкальное шоу «Кавёр. Live» на YouTube.
В январе 2023 года стала участницей седьмого сезона шоу «Три аккорда» на «Первом канале».
В феврале 2024 года приняла участие в пятом сезоне шоу «Маска» на телеканале «НТВ» в образе Мотылька. В третьем выпуске, вышедшем в эфир 3 марта 2024 года, маска Мотылька была разоблачена. О её возможном участии в пятом сезоне шоу «Маска» стало известно ещё 18 января 2024 года после того, как она опубликовала в своём телеграм-канале расписание съёмок данного шоу.
С 3 февраля 2025 года — защитник в программе «Модный приговор» на «Первом канале».

## Личная жизнь
В 2016 году состояла в отношениях с белорусским певцом IVANом (род. 1994).
С 10 ноября 2017 года по январь 2018 года была замужем за белорусским киноактёром Кириллом Дыцевичем (род. 1992), с которым встречалась несколько месяцев до их свадьбы.

## Привлечение к ответственности за нарушение авторских прав
16 июня 2020 года в Таганском районном суде города Москвы было рассмотрено дело о признании права авторства на произведение, прекращении нарушения прав, публикации решения суда о допущенном нарушении, взыскании компенсации за нарушение исключительного права на произведение, а также компенсации морального вреда. Настасья Самбурская проходила по делу в качестве ответчика.
24 ноября 2020 года определением судебной коллегии Московского городского суда Самбурская, осуществлявшая неоднократное публичное исполнение песни, созданной с нарушением исключительного права истца, подлежит привлечению к ответственности. Суд обязал Настасью Самбурскую выплатить в пользу истца компенсацию, а также возместить расходы по оплате государственной пошлины, расходы по оплате услуг представителя, расходы на нотариальные услуги. Иск к певице и продюсеру Виктору Дробышу подала поэтесса Анастасия Рыбачук, автор стихотворения «Мечта», которое используется в песне «Старая».

## Творческая деятельность

### Театральные работы
Самбурская приняла участие в следующих театральных работах:
- «Бесы. Сцены из жизни Николая Ставрогина» — Лизавета Николаевна Тушина
- «Киномания.band» — Querer
- «Наш человек в Гаване»
- «Принц Каспиан» — ведьма
- «Насильники» — Катерина
- «Почтигород» — Гейл
- «Формалин» — Юна Рукова (главная роль)
- «Кроличья Нора» — Иззи[36]
- «Салемские ведьмы»[37]
- «Бобслей для взрослого мужчины» / «Американские горки» — Джульетт (главная роль)
- «Макбет» — леди Макбет
- «Охота на мужчин» — Ева

### Фильмография
| Год             |     | Название                                 | Роль                                                                   |  |
| --------------- | --- | ---------------------------------------- | ---------------------------------------------------------------------- |  |
| 2008            | ф   | Скажи Лео                                | девушка у кинотеатра                                                   |  |
| 2008            | с   | Обручальное кольцо                       | Наташа                                                                 |  |
| 2009            | с   | Детективы                                | Настя                                                                  |  |
| 2009            | с   | Универ                                   | Кристина                                                               |  |
| 2009            | ф   | Как же быть сердцу                       | медсестра                                                              |  |
| 2009            | с   | Дикий                                    | журналистка                                                            |  |
| 2010            | с   | Девичник                                 | продавец в шоу-руме                                                    |  |
| 2011            | с   | Амазонки                                 | Анастасия, потерпевшая                                                 |  |
| 2011            | с   | Говорит полиция!                         | Исида, популярная певица                                               |  |
| 2011—2016, 2018 | с   | Универ. Новая общага                     | Кристина Соколовская                                                   |  |
| 2012            | с   | Ласточкино гнездо                        | Лена, однокурсница Иды                                                 |  |
| 2012            | с   | Опережая выстрел                         | Ольга, секретарша Репиной                                              |  |
| 2013            | ф   | Первая осень войны                       | Нина                                                                   |  |
| 2013            | с   | СашаТаня                                 | Кристина Михайловна Соколовская (шестая, восьмая серии)                |  |
| 2014            | с   | Верни мою любовь                         | Илона Орлова                                                           |  |
| 2015            | ф   | Женщины против мужчин                    | Злата                                                                  |  |
| 2016            | ф   | Пятница                                  | Лера, «текильщица»                                                     |  |
| 2016            | ф   | Держи удар, детка                        | Жанна, боксёрша в зале, влюблена в главного тренера                    |  |
| 2016            | с   | Наваждение                               | Светлана Пашинская / Екатерина Замятина                                |  |
| 2017            | мф  | Эмоджи фильм                             | Акико Глиттер                                                          |  |
| 2017            | с   | Две жены                                 | Марина Чеботарь                                                        |  |
| 2018            | ф   | Zомбоящик                                | девушка из рекламы «Давай выкинем!»                                    |  |
| 2018            | ф   | Женщины против мужчин: Крымские каникулы | Злата                                                                  |  |
| 2018            | с   | Команда Б                                | Александра Рубан, бортинженер                                          |  |
| 2018            | ф   | Каникулы президента                      | Даша Гагарина, офицер полиции, привлечённый к сопровождению президента |  |
| 2019            | кор | Девушка из палаты напротив               | Нина                                                                   |  |
| 2020            | с   | Беспринципные                            | Ольга, подруга Валентины, жена Сергея                                  |  |
| 2020            | с   | Универ. 10 лет спустя                    | Кристина Соколовская                                                   |  |
| 2021            | с   | Беспринципные 2                          | Ольга                                                                  |  |
| 2021            | ф   | Снегурочка против всех                   | актриса                                                                |  |
| 2022            | ф   | Умная Маша                               | Татьяна                                                                |  |
| 2023            | с   | Вика-ураган                              | Кристина                                                               |  |
| 2023            | с   | Галя, у нас отмена!                      | Марго                                                                  |  |
| 2023            | с   | Макс и Гусь                              | Вика                                                                   |  |
| 2023            | ф   | Концерт отменяется                       | Светлана                                                               |  |
| 2023            | ф   | Тёща                                     | Варя, жена Виктора                                                     |  |
| 2023            | с   | Недетское кино                           | Жанна Джабраиловна (Жаба Жабовна)                                      |  |
| 2023            | ф   | Всем ветрам назло                        | Елена                                                                  |  |
| 2024            | с   | Престиж                                  | Юлия Чуркина                                                           |  |
| 2024            | с   | Красный 5 (шестая серия)                 | Зоя Ленских, независимый агент                                         |  |
| 2024            | ф   | За слова отвечаю                         | Серафима Мелихова                                                      |  |
| 2024            | ф   | Либидо                                   | Вика                                                                   |  |
| 2024            | ф   | Кореша                                   | Вика                                                                   |  |
| 2025            | ф   | Нейробатя                                | Гала                                                                   |  |
| 2025            | ф   | Отдохнуть по-людски                      | Лариса                                                                 |  |

### Телевидение
Самбурская приняла участие в следующих телепроектах:
- 2013—2014 гг. — ведущая ток-шоу «#Яправа» на телеканале «Ю» вместе с Юлией Коган, Лизой Арзамасовой и Дарьей Сагаловой.
- 2015, 2017 — участница программы «Где логика?» на телеканале «ТНТ» (первый сезон, четвёртый выпуск, третий сезон, пятнадцатый выпуск).[значимость факта?]
- 2016 — «Без страховки» в качестве участницы, где повредила ногу и покинула шоу.[значимость факта?]
- 2016 — гостья программы «Битва Экстрасенсов» на телеканале «ТНТ» (семнадцатый сезон, первая серия).[значимость факта?]
- 2017 — ведущая проекта «Генеральная уборка» на телеканале «Пятница!».
- 2017 — ведущая рубрики «Фитнес-завтрак» в программе «Утро Пятницы» на телеканале «Пятница!».
- 2017 — 2019 — ведущая проекта «Ревизорро» на телеканале «Пятница!».
- 2018 — камео в скетч-шоу «Смешное время».[значимость факта?]
- 2020 — гостья программы «Студия Союз» на телеканале «ТНТ» (четвёртый сезон, одиннадцатый выпуск).[значимость факта?]
- 2024 — участница в образе Мотылька на телешоу «Маска» на телеканале «НТВ».
- 2025 — защитник в программе «Модный приговор» на «Первом канале».

## Дискография

### Синглы
- 2012 — «Ты попал»
- 2014 — «Ничего не жаль»
- 2014 — «Магнит»
- 2014 — «Не ищи меня»
- 2014 — «Килогерцы»
- 2016 — «Плохие мальчики»
- 2017 — «Бл*ди»
- 2017 — «Старая»
- 2017 — «Мазохисты»
- 2017 — «Плохие мальчики» (feat. MASTANK)
- 2017 — «Мы же на ты» (feat. Даниил Рувинский)
- 2018 — «Алёша-ша»
- 2019 — «Непопулярная»
- 2019 — «Сигаретка»
- 2019 — «Фраер»
- 2023 — «Полмира»
- 2023 — «Сильная»
- 2023 — «Саша»
- 2023 — «Безответная»
- 2024 — «Ой, Девочки»
- 2024 — «Без него»
- 2024 — «Проклятый путь»
- 2024 — «Ах, уедь!»
- 2025 — «ЗОДИАК» (feat. Хитобои)
- 2025 — «Небо стонет»
- 2025 — «Любовь-работа»
- 2025 — «Невеста» (совместно со Стасом Костюшкиным)
- 2025 — «Глупые люди» (совместно с VESNA305)
- 2025 — «Двери закрываются»

## Видеография
| Год  | Название                         |
| ---- | -------------------------------- |
| 2016 | Плохие Мальчики                  |
| 2017 | Бл*ди (с цензурой и без цензуры) |
| 2017 | Мазохисты (Lyric Video)          |
| 2023 | Безответная                      |

### Участие в видеоклипах
- 2015 — Андрей Ковалёв — «Это не сотрётся из памяти»
- 2018 — Кристина Орбакайте — «Пьяная вишня»
- 2019 — «Хор Турецкого» — «Ты такая нежная»
- 2020 — Анита Цой — «В голове»
- 2021 — Артур Пирожков — «Деньги»
- 2024 — VAVAN, Galibri — «Раф на миндальном»

## Награды
- 2012 — по версии журнала «iFamous» названа «Лучшей молодой актрисой 2012 года», «Лицо 2012 года»[5].
- Входила в топ «100 самых сексуальных женщин России» по версии журнала «MAXIM» в 2012, 2013, 2014 и 2015 годах.
- 2015 — заняла первое место в онлайн голосовании (более 10 тысяч читателей) за звание самой сексуальной женщины страны по версии читателей российского издания журнала «MAXIM»[41].
- 2015 — вошла в топ «100 самых сексуальных женщин планеты» по версии российского издания журнала «FHM».[источник не указан 1185 дней]
- 2015 — вошла в топ-5 секс-символов российского шоубизнеса по версии журнала «STARHIT».[источник не указан 1185 дней]
- 2015 — получила премию «Reebok Awards» за вклад в развитие фитнес-индустрии в России[5].
- 2015 — получила премию «Актриса года» по версии журнала «Moda Topical»[5].
- 2016 — номинантка премии журнала «OOPS! Choice Awards» в категории «Лучшая актриса» за роль Лары в фильме «Пятница»[42].
- 2016 — победила в премии «Fashion People Awards-2016» в номинации «Актриса года»[43].